# Telefonturm

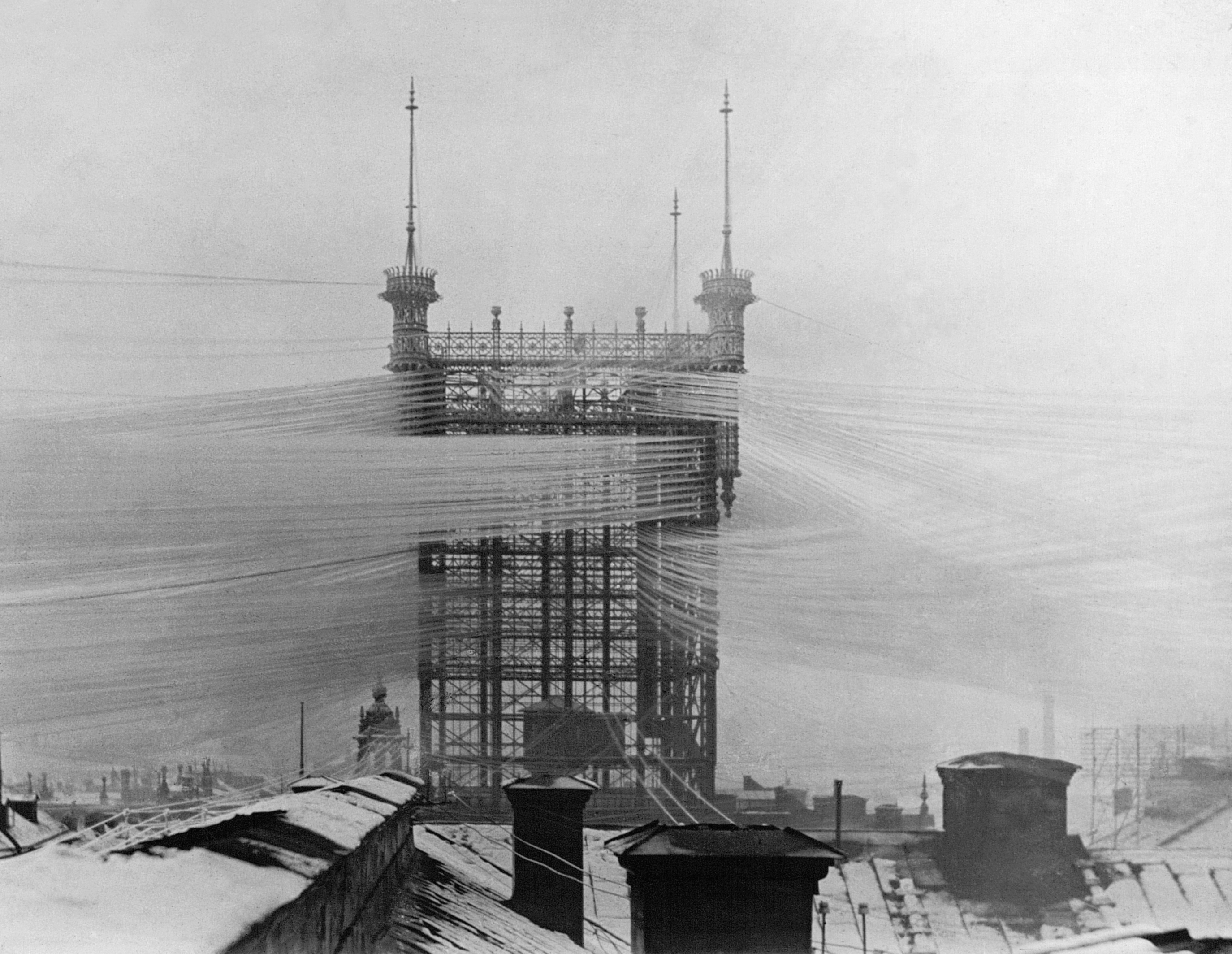
Einstiger Telefonturm in Stockholm

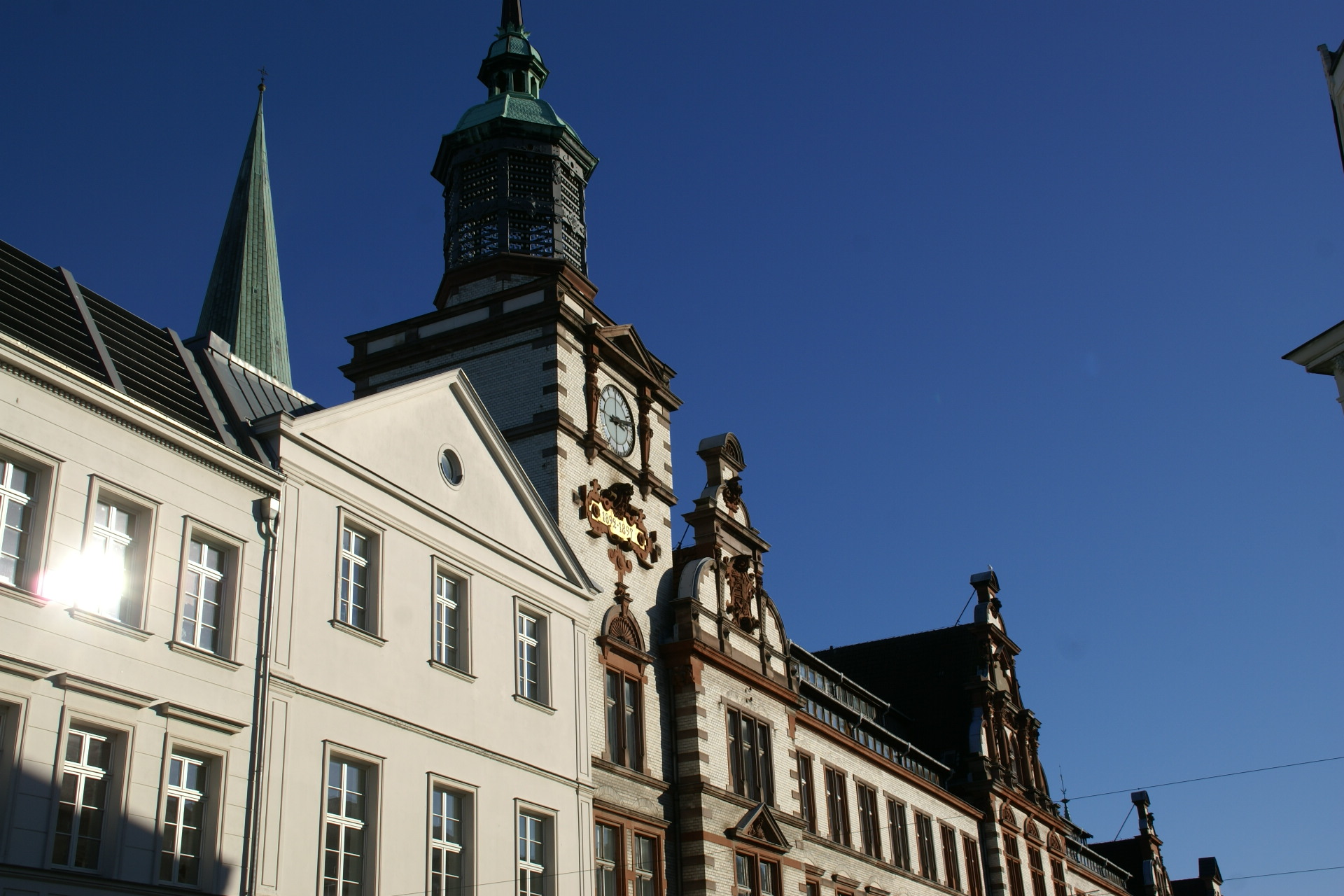
Einstiger Telefonturm auf dem Dach der Hauptpost in Schwerin

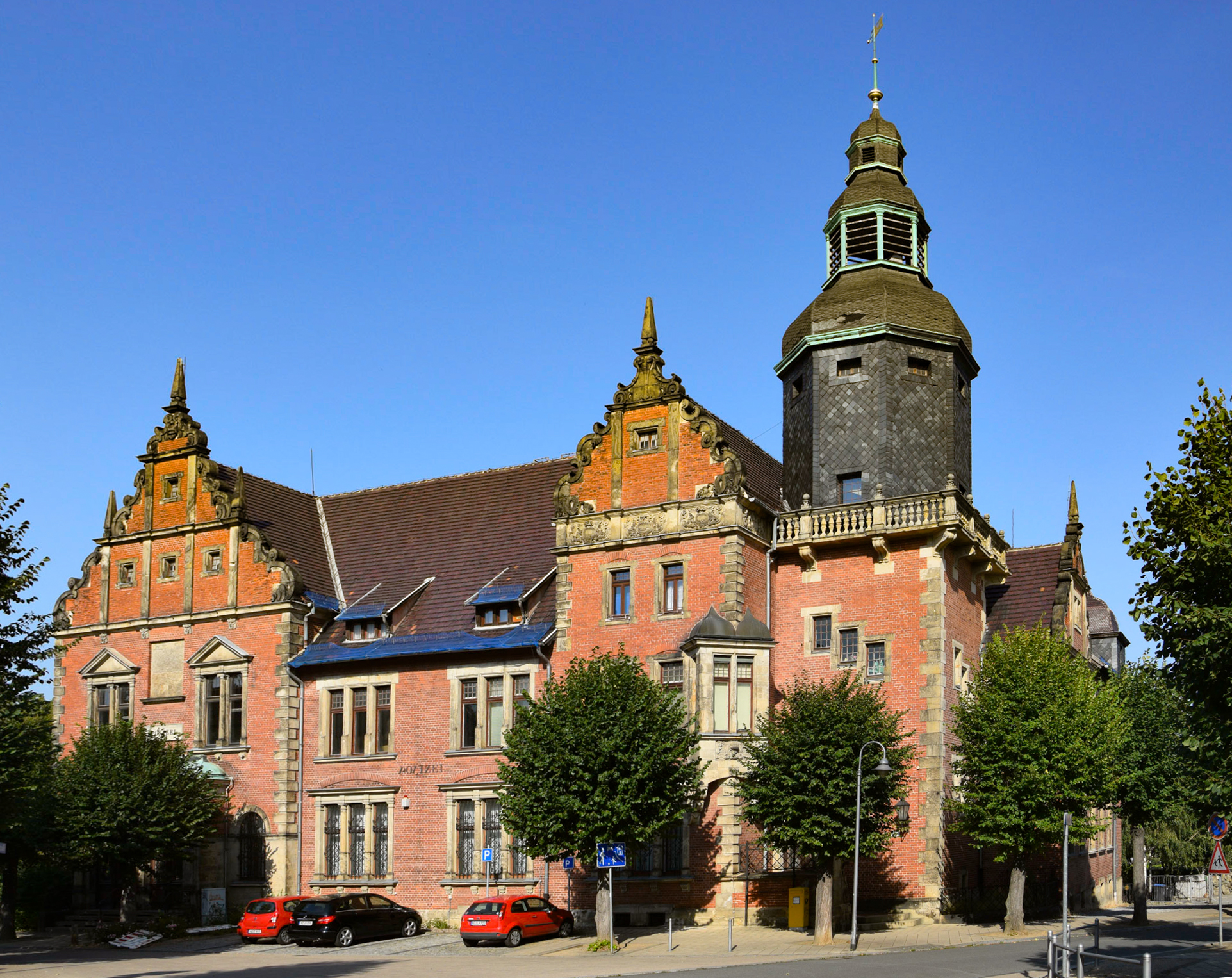
Postamt von Blankenburg mit Telefonturm

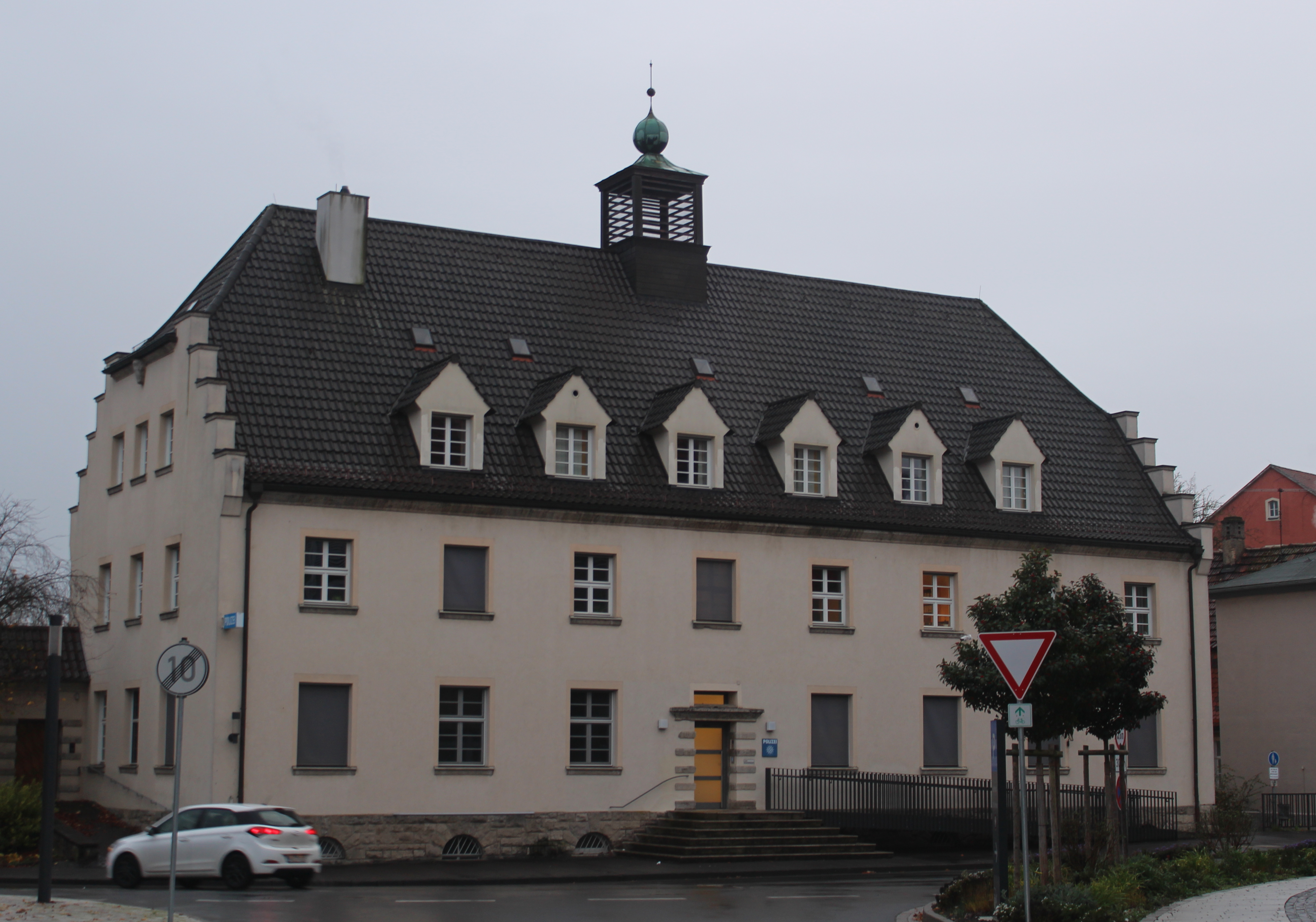
Einstiges Postamt in Bad Neustadt an der Saale, heute als Polizeirevier genutzt, mit Telefonturm auf dem Dach

Ein Telefonturm war ein turmartiger Sammelpunkt oberirdischer, als Freileitung verlegter analoger Telefonleitungen. Telefontürme wurden zu Beginn des Zeitalters der Telefonie auf den Dächern von Vermittlungsstellen, die in vielen Ländern in Postämtern untergebracht waren, errichtet. Es waren meist Eisenkonstruktionen mit horizontalen Streben, an denen die Isolatoren der ausgehenden Telefonfreileitungen befestigt waren. Je nach Größe der Vermittlungsstelle konnten über 1000 Freileitungen an diesen Objekten enden. Unterhalb des Telefonturms war im Post- und Telegrafenamt der Hauptverteiler untergebracht. Der Hauptverteiler ist die Schnittstelle zwischen Vermittlungsstelle und dem Zugangsnetz. Die Weiterführung der Teilnehmeranschlussleitungen erfolgte im städtischen Areal oft über Dachständer über die Bebauung hinweg.
Telefontürme verloren mit der Erdverkabelung der Telefonnetze ihre Notwendigkeit und wurden durch Kabelaufteilungsgestelle ersetzt. Die Türme wurden, weil sie Bestandteil der entsprechenden Gebäude waren, oft nicht demontiert und sind auch heute noch auf einigen Postämtern vorhanden.